# Opfindelse
En opfindelse er et nyt stykke udstyr eller en ny teknik eller en ny metode til at udføre noget med. Landbruget, ilden og hjulet nævnes ofte som nogle af menneskehedens store opfindelser.
Forfatteren John Brockman bad omkring 1999 en række folk med forbindelse til videnskab hver angive den største opfindelse gennem de sidste 2000 år sammen med deres begrundelse. Svarene samlede han i en bog. Trykpressen var en opfindelse, der ofte blev nævnt (Philip Campbell, Garniss Curtiss, Jared Diamond, Brian C. Goodwin, Hendrik Hertzberg, Leon Lederman og Randolph Nesse). Flere angav det indisk-arabiske talsystem (Keith Devlin, hjerneforskeren V.S. Ramachandran og matematikeren John D. Barrow).
psykologen Susan og Colin Blakemore samt antropologen Maria Lepowsky nævnte p-pillen. Måske overraskende valgte fysikeren Freeman Dyson høet som den vigtigste opfindelse, og argumenterede med at uden heste, ville man ikke kunne opbygge en bycivilisation. Hestene kunne ikke græsse om vinteren i kolde egne, og høet fandtes ikke i de gamle grækeres og romeres civilisation, der derfor ikke kunne rykke nordpå. Den eneste dansker, der blev bedt om at give et svar var Tor Nørretranders, der nævnte spejlet, fordi det muliggjorde "den moderne selvbevidsthed".
Han angav også,at selve forestillingen om "opfindelse" er lig den systematiske jagt på fornyelse.